# エウヘニオ・イスナルド
エウヘニオ・イスナルド（Eugenio Isnaldo 、1994年1月7日 - ）は、アルゼンチン・ロサリオ出身のプロサッカー選手。ポジションは、ミッドフィールダー（左ウイング）。

## クラブ歴
2017年7月19日、移籍金非公開の3年契約でアステラス・トリポリスに移籍した。